# Línea 7 (EMT Madrid)
La línea 7 de la EMT de Madrid une la plaza de Alonso Martínez con el barrio de Manoteras, en el distrito de Hortaleza.

## Características
La línea comunica el barrio de Manoteras con esta plaza próxima al centro de Madrid atravesando calles y avenidas que se consideran grandes ejes vertebradores como la calle Príncipe de Vergara o el Paseo de la Castellana, comunicando el barrio periférico también con la estación de Nuevos Ministerios y parte de la colonia de El Viso.
Al principio de su existencia, la línea 7 unía la Red de San Luis con el barrio Apóstol Santiago, parte del distrito de Hortaleza donde se encuentra Manoteras. Con el tiempo vio modificado su recorrido al desplazarse la cabecera céntrica a los alrededores de la Plaza de Alonso Martínez, al tiempo que la denominación Apóstol Santiago cambió por la de Manoteras. La línea tiene circuito neutralizado dentro de Manoteras (Cuevas de Almanzora > Alicún > Vélez Rubio > Bacares).

### Frecuencias
| Lunes a viernes laborables      |               |
| De 7:00 a 8:00 De 22:00 a 23:00 | 11-16 minutos |
| De 8:00 a 22:00                 | 10-12 minutos |
| Sábados laborables              |               |
| De 7:00 a 9:00 De 21:00 a 22:00 | 17-24 minutos |
| De 9:00 a 21:00                 | 14-19 minutos |
| De 22:00 a 23:00                | 22-27 minutos |
| Domingos y festivos             |               |
| De 7:00 a 10:00                 | 16-21 minutos |
| De 10:00 a 23:00                | 14-19 minutos |

## Recorrido y paradas

### Sentido Manoteras
La línea inicia su recorrido en la calle Almagro, junto a la Plaza de Alonso Martínez. Recorre esta calle en su totalidad y parte de su continuación natural, la calle de Miguel Ángel, girando a la derecha a la mitad de la misma para incorporarse al Paseo del General Martínez Campos.
Por este paseo llega a la glorieta de Emilio Castelar, donde se incorpora al Paseo de la Castellana, que recorre hasta llegar a los Nuevos Ministerios. En este punto gira a la derecha para subir por la calle Joaquín Costa hasta la Plaza de la República Argentina, donde gira a la izquierda para subir por la avenida del Doctor Arce hasta casi llegar a la plaza de Cataluña, punto en que gira de nuevo a la izquierda para tomar la calle Cinca, dentro de la colonia El Viso.
Al final de la calle Cinca gira a la derecha y se incorpora a la calle Serrano, que recorre hasta el final, continuando por la calle Príncipe de Vergara hasta llegar a la Plaza de la República Dominicana.
En esta plaza gira a la derecha para incorporarse a la calle Costa Rica, que recorre en su totalidad, cruzando al final sobre la M-30 para incorporarse a la calle de Arturo Soria.
A continuación, la línea circula por Arturo Soria hasta la intersección con la Avenida de San Luis, por la cual se mete girando a la derecha. Circula sobre esta avenida unos 300 m hasta girar por la calle Cuevas de Almanzora, ya en el barrio de Manoteras.
Dentro del barrio, la línea recorre la calle Cuevas de Almanzora, gira a la izquierda por la calle Alicún, a la izquierda de nuevo por la calle Vélez Rubio y de nuevo a la izquierda por la calle Bacares, donde tiene su cabecera junto a la estación de Manoteras.
| Código | Parada                             | Común con        | Conexiones con Metro y Cercanías | Otros |
| ------ | ---------------------------------- | ---------------- | -------------------------------- | ----- |
| 491    | ALONSO MARTÍNEZ (C/ Almagro, 4)    |                  | Alonso Martínez                  |       |
| 492    | Almagro-Zurbano                    |                  |                                  |       |
| 494    | Almagro-Rubén Darío                |                  | Rubén Darío                      |       |
| 529    | Miguel Ángel                       | 16 40 61 147     |                                  |       |
| 58     | Emilio Castelar                    | 16 40 147        |                                  |       |
| 56     | Gregorio Marañón                   | 14 27 40 147 150 | Gregorio Marañón                 |       |
| 54     | Museo Ciencias Naturales           | 14 27 40 147 150 |                                  |       |
| 52     | Nuevos Ministerios-Castellana      | 14 27 40 147 150 | Nuevos Ministerios               |       |
| 421    | Nuevos Ministerios-Joaquín Costa   | C1               | Nuevos Ministerios               |       |
| 420    | República Argentina                | C1               | República Argentina              |       |
| 5318   | Doctor Arce                        |                  |                                  |       |
| 416    | Santa Gema                         | 16 19 51         |                                  |       |
| 433    | Plaza de Cataluña                  | 51               |                                  |       |
| 434    | Cinca                              | 51               |                                  |       |
| 435    | Hospital San Rafael                | 51               |                                  |       |
| 437    | Príncipe de Vergara-Serrano        | 51               |                                  |       |
| 4849   | Ecuador                            | 16 29 51         |                                  |       |
| 1124   | Colombia                           | 16 29 51         | Colombia                         |       |
| 299    | Chile                              | 11 40            |                                  |       |
| 300    | Costa Rica                         | 11 40 87         |                                  |       |
| 302    | José María Soler                   | 11 40 87         |                                  |       |
| 217    | Arturo Soria-Gran Vía de Hortaleza | 11 70            |                                  |       |
| 216    | Arturo Soria-Aleixandre            | 70               |                                  |       |
| 214    | Arturo Soria-Añastro               | 29 107           |                                  |       |
| 497    | Arturo Soria-Julio Dánvila         | 29 107           |                                  |       |
| 499    | Ingenieros Navales                 | 29 107           |                                  |       |
| 501    | San Luis-Arturo Soria              | 107 125          |                                  |       |
| 503    | San Luis-Mesena                    | 107 125          |                                  |       |
| 505    | San Luis-Almanzora                 |                  |                                  |       |
| 507    | Almanzora-Bacares                  | 29 129           |                                  |       |
| 508    | Almanzora                          | 29 129           |                                  |       |
| 509    | Alicún                             | 29 129           |                                  |       |
| 510    | Vélez Rubio                        | 29 129           |                                  |       |
| 511    | MANOTERAS (C/ Bacares)             | 29               | Manoteras                        |       |

### Sentido Plaza de Alonso Martínez
La línea inicia su recorrido en la calle de Bacares, que recorre hacia el norte hasta el final girando entonces a la derecha por la calle Cuevas de Almanzora, que también recorre hasta el final girando de nuevo a la derecha por la Avenida de San Luis.
A partir de aquí el recorrido es igual al de la ida en sentido contrario (Arturo Soria, Costa Rica y Príncipe de Vergara) hasta llegar a la plaza de República de Ecuador, donde la línea sigue recta por Príncipe de Vergara hasta girar por la Avenida de Concha Espina y desde ésta a la calle Serrano, por la que circula hasta la plaza de República Argentina sin entrar a callejear por El Viso.
De nuevo el recorrido es similar a la ida (Joaquín Costa y Paseo de la Castellana) hasta llegar a la glorieta del Doctor Marañón, donde toma directamente la calle Miguel Ángel que recorre entera y después Almagro hasta su cabecera al principio de la misma junto a la Plaza de Alonso Martínez.
| Código | Parada                           | Común con        | Conexiones con Metro y Cercanías | Otros |
| ------ | -------------------------------- | ---------------- | -------------------------------- | ----- |
| 511    | MANOTERAS (C/ Bacares)           | 29               | Manoteras                        |       |
| 512    | Almanzora-Bacares                |                  |                                  |       |
| 506    | San Luis-Almanzora               |                  |                                  |       |
| 504    | San Luis-Mesena                  | 107 125          |                                  |       |
| 502    | San Luis-Arturo Soria            | 107              |                                  |       |
| 513    | Cuartel de la Marina             | 29 107           |                                  |       |
| 500    | Ingenieros Navales               | 29 107           |                                  |       |
| 498    | Arturo Soria-Julio Dánvila       | 29 107           |                                  |       |
| 212    | Arturo Soria-Añastro             | 70               |                                  |       |
| 51053  | Arturo Soria-Ángel Gordillo      | 70               |                                  |       |
| 303    | José María Soler                 | 11 40 87         |                                  |       |
| 2388   | Costa Rica                       | 11 40 87         |                                  |       |
| 314    | Chile                            | 11 40 87         |                                  |       |
| 440    | Colombia                         | 16 29 51         | Colombia                         |       |
| 4850   | Ecuador                          | 16 29 51         |                                  |       |
| 514    | Príncipe de Vergara-Serrano      | 16 29            |                                  |       |
| 516    | Concha Espina                    | 16 29            | Concha Espina                    |       |
| 456    | Hospital San Rafael              | 43 120           |                                  |       |
| 441    | Segre                            | 51               |                                  |       |
| 442    | Guadiana                         | 51               |                                  |       |
| 419    | República Argentina              | C2               | República Argentina              |       |
| 422    | Nuevos Ministerios-Joaquín Costa | C2               | Nuevos Ministerios               |       |
| 49     | Nuevos Ministerios-Cercanías     | 14 40 147 150    | Nuevos Ministerios               |       |
| 51     | Nuevos Ministerios-Castellana    | 14 27 40 147 150 | Nuevos Ministerios               |       |
| 53     | Museo Ciencias Naturales         | 14 27 40 147 150 |                                  |       |
| 4742   | Gregorio Marañón                 | 40 147           | Gregorio Marañón                 |       |
| 4338   | Miguel Ángel                     | 40 147           |                                  |       |
| 495    | Almagro-Rubén Darío              |                  | Rubén Darío                      |       |
| 493    | Almagro                          |                  |                                  |       |
| 518    | Almagro-Alonso Martínez          |                  | Alonso Martínez                  |       |
| 491    | ALONSO MARTÍNEZ (C/ Almagro, 4)  |                  | Alonso Martínez                  |       |